# Javier Baraja
Javier Baraja Vegas (Valladolid, 29 agosto 1980) è un allenatore di calcio ed ex calciatore spagnolo, di ruolo difensore, tecnico del Real Valladolid Promesas.

## Biografia
È fratello di Rubén Baraja.

## Carriera
Cresciuto nel vivaio della squadra della sua città di nascita, il Real Valladolid, ha esordito nella Liga il 28 agosto 2001 nella partita persa per 4-0 dal Real Valladolid contro il Deportivo la Coruña.
Dopo alcuni anni passati al Getafe e al Málaga, torna nella sua squadra d'origine nel 2005, dove contribuisce alla promozione della squadra nella Primera División.